# Import
Import (z łac. in „do” + portare „nieść”) – zakup towarów lub usług za granicą w celu wykorzystania ich na rynku wewnętrznym (krajowym).
Zgodnie z przepisami prawa podatkowego w Polsce importem można określić zakup towarów lub usług w krajach spoza Unii Europejskiej (np. Stany Zjednoczone, Chiny) oraz przywóz towarów z terytorium państwa trzeciego na terytorium kraju. W przypadku zakupu towarów lub usług w krajach Unii Europejskiej należy mówić o zakupie wewnątrzwspólnotowym. Mianem importu kapitału określa się również napływ kapitału do kraju z zagranicy.
W odniesieniu do Unii Europejskiej, to według ustawy z dnia 30 sierpnia 2002 r. o systemie oceny zgodności importerem jest osoba fizyczna lub prawna albo jednostka organizacyjna nieposiadająca osobowości prawnej, mająca miejsce zamieszkania albo siedzibę na terytorium państwa członkowskiego Unii Europejskiej lub państwa członkowskiego Europejskiego Porozumienia o Wolnym Handlu (EFTA) – strony umowy o Europejskim Obszarze Gospodarczym, która wprowadza do obrotu wyroby pochodzące z państw trzecich.
Przy transakcji importu towarów, podatnik otrzymuje poza fakturą dokumenty celne (SAD lub PZC):
- SAD, jeżeli zgłoszenie celne składane jest w formie papierowej.
- Poświadczone Zgłoszenie Celne (PZC), gdy zgłoszenie celne dokonywane jest w formie elektronicznej. Za moment otrzymania dokumentu PZC uznaje się moment jego pobrania ze strony organu celnego.

Import towarów podzielony jest na procedurę uproszczoną i procedurę normalną (ogólną). Przy procedurze uproszczonej, podatnik musi wykazać VAT zarówno po stronie zakupu i sprzedaży (w deklaracji VAT, za okres kiedy powstał dług celny). Natomiast przy procedurze ogólnej, podatnik zobowiązany jest do wpłacenia VAT bezpośrednio do urzędu celnego lub firmy dokonującej odprawy. Naliczony VAT podatnik wykazuje w deklaracji VAT po stronie zakupów, za okres w jakim powstał ten dług.
Import usług to świadczenie usług z tytułu wykonania których zobowiązanym do rozliczenie podatku VAT jest nabywca. Rozliczenie importu następuje gdy:
- miejscem świadczenia usługi znajduje się w Polsce – zgodnie z art. 28b-28n ustawy o VAT,
- usługodawcą jest podatnik zagraniczny tj. nieposiadający siedziby działalności gospodarczej oraz stałego miejsca prowadzenia działalności gospodarczej na terytorium kraju. W przypadku usług związanych z nieruchomościami – podatnik nie jest zarejestrowany na potrzeby VAT.

Obowiązek podatkowy w VAT powstaje z chwilą wykonania usługi albo otrzymania całości lub części zapłaty przed wykonaniem tej usługi. Podstawę opodatkowania stanowi generalnie wszystko, co usługodawca otrzymał lub ma otrzymać jako zapłatę za swoje usługi. Rozliczając VAT, należny z tytułu importu usług należy zastosować stawkę VAT, która byłaby użyta w przypadku usług świadczonych na terenie kraju. Jeżeli zakupiona usługa będzie związana z wykonywaniem czynności opodatkowanej wówczas przedsiębiorca będzie mógł w całości odliczyć podatek VAT doliczony w ewidencji sprzedaży.
Import usług a koszty uzyskania przychodu. Moment ujęcia wydatków na import usług zależy od tego, do jakiej kategorii kosztów podatnik je zakwalifikuje. Usługi kwalifikowane do kosztów bezpośrednio związanych z przychodami, wówczas będą one zasadniczo potrącane z chwilą uzyskania przychodu, którego bezpośrednio dotyczą. Gdy usługi będą kwalifikowane do tzw. kosztów pośrednich wówczas w zasadzie wykazywane są w dacie poniesienia.
Podatnik dokonujący importu usług powinien również przeanalizować, czy nie zachodzi obowiązek odprowadzenia podatku u źródła.